# Lovorovke
Lovorovke (znanstveno ime Lauraceae) so družina kritosemenk, v katero spadajo številne v gospodinjstvu uporabne rastline, kot so rod Cinnamomum (za pridobivanje cimeta), vrsta Persea americana (avokadovec, kot avokado v prehrani) in rod Laurus (lovor, kot začimba). V družino uvrščamo okoli 45 rodov in več kot 2850 vrst. Po drugih podatkih družino sestavlja okoli 32 rodov, ki imajo skupaj približno 2500 vrst.

## Razširjenost
Lovorovke so rastline pretežno toplejših predelov, kot so denimo tropska in subtropska območja. Visoka koncentracija rastlin te družine se pojavlja v tropskih ameriških regijah (predvsem v Braziliji) in delih jugovzhodne Azije.

## Splošne značilnosti
Lovorovke so v glavnem lesnate (lesne) rastline, ki rastejo kot drevesa ali grmi. Določen delež rastlinskih vrst te družine (na primer rod Cassytha) se preživlja parazitsko, kot vzpenjavke, ki pri rasti potrebujejo oporo drugih rastlin.
Med najbolj poznane lastnosti lovorovk spadajo njihovi aromatično dišeči listi (s tem še posebej izstopa lovor), katerim karakteristični vonj daje visoka vsebnost različnih eteričnih olj. Pri večini vrst so listi enostavni (redkeje deljeni),vednozeleni in na otip usnjati, na poganjkih so nameščeni bodisi nasprotno bodisi premenjalno, zanje pa je značilna tudi odsotnost prilistov.
Njihovi cvetovi so združeni v socvetja, ki so bodisi grozdasta bodisi pakobulasta. Izjema so pripadniki tribusa (združbe več rodov) Laureae, ki imajo prav tako pakobulasta socvetja, ki pa jih obdajajo precej veliki krovni listi (brakteje). Posamični cvet je aktinomorfen (zvezdasto someren), saj lahko skozenj potegnemo več simetrijskih linij. Za lovorovke so značilni dvospolni cvetovi ali cvetovi enega spola, ki se pojavljajo bodisi na različnih rastlinah bodisi na isti rastlini (lovorovke so torej lahko tudi dvodomne ali enodomne). Cvetni listi so nevpadljivi (rumenkasti ali zelenkasti) in slabo diferencirani, saj venčne in čašne liste zaradi podobnosti težko ločimo, posledično nekateri strokovnjaki trdijo, da so listi cvetnega odevala enotni in jih imenujejo kar perigonovi listi ali tepali. Najpogosteje se pojavljajo v večkratniku števila tri, tepali so pogosto v skupinah po šest.
Prašniki so nameščeni v treh do štirih vretencih, pogosto so nekateri preoblikovani v staminodije (sterilne prašnike, ki nimajo prašnic in zatorej ne proizvajajo peloda). Navadno je prašnikov od 3 do 12. Prašnice, ki so sestavni deli prašnikov, vsebujejo dve ali štiri pelodne vrečke, v katerih nastajajo pelodna zrna (pelod). Po zoritvi se pelod sprosti iz moških razmnoževalnih struktur, pri čemer se prašnice odpirajo na svoji notranji strani, medtem ko je za prašnice tretjega vretenca bolj značilno odpiranje v zunanji smeri. Lovorovke oprašujejo žuželke (so entomofilne rastline ali žužkocvetke).
Lovorovke imajo plodnico, ki je navadno nadrasla (postavljena nad druge dele cveta), redkeje podrasla (ostali cvetni deli so nameščeni nad njo), vsebuje pa le eno samo semensko zasnovo in je enopredalasta. Pestič lovorovk ima razvit vrat, ki pa je enostaven in se končuje z razmeroma majhno brazdo. Kot druge kritosemenke tudi lovorovke tvorijo plodove, ki so pri njih enostavni (se razvijejo iz enega pestiča) – v obliki jagode ali koščičastega plodu. Znotraj ploda se nahaja eno seme, za katerega je značilna odsotnost sekundarnega endosperma, kjer so pri mnogih kritosemenkah shranjena hranila. Seme obkroža trden endokarp, ki pa je precej tanek. Raznašalci semen so živali, večji del raznašanja opravijo sadjejedi ptiči, medtem ko ponekod delež predstavljajo tudi opice, veverice in ribe.

## Uporabnost in ohranitveni status
Lovorovke veljajo za bolj poznane rastline, ker se jih precej uporablja v gospodinjske namene. Med pomembnejše proizvode rastlin te družine spada cimet, ki ga uporabljamo v različnih jedeh, pridobiva pa se ga iz rastlin rodu Cinnamomum (cimetovec). Tudi kafro se dobiva iz pripadnika rodu cimetovcev, kafrovca (Cinnamomum camphora). V novejšem času je razširjeno živilo avokado, ki raste na avokadovcu (Persea americana), sadnem drevesu, izvirajočem iz tropskih predelov. Kot začimbo različnih jedi (predvsem takšnih z mesom in ribami) se uporabljajo lovorjevi listi, ki najpogosteje pripadajo navadnemu lovorju (Laurus nobilis). Zaradi že omenjene visoke vsebnosti eteričnih olj so nekatere lovorovke vir dišav; s svojim dišavnim oljem (imenovanim sasafrasovo olje) izstopa denimo rod Sassafras. Kot mnoge druge lesnate rastline tudi lovorovke predstavljajo vir lesa, za katere se pogosteje seka rodove Litsea (uporabni tudi kot sestavina zdravil in vir za pridobivanje maščob), Beilschmiedia, Ocotea in Endiandra. Lovor in Lindera nekateri gojijo na svojih vrtovih kot okrasni rastlini.
Prav zaradi svoje uporabnosti so nekatere vrste družine lovorovk precej ogrožene in so bile uvrščene tudi na rdeči seznam IUCN. Med največje grožnje lovorovkam spadajo izguba habitata, preveliko izkoriščanje (pretirano sekanje dreves) in spreminjanje življenjskega okolja. Po drugi strani obstajajo vrste lovorovk, ki so postale invazivne rastlinske vrste in jih je treba odstranjevati, da se lahko ščiti avtohtone vrste. Takšno drevo je med drugim kafrovec, ki velike probleme povzroča v z gozdovi poraščenih predelih Južne Afrike.

## Klasifikacija
Klasifikacija lovorovk še ni popolnoma usklajena, saj se pojavlja več klasifikacijskih shem, ki temeljijo na različnih značilnostih rastlin. Med bolj priznane sisteme, ki razvrščajo lovorovke, spada klasifikacija, ki sta jo leta 1996 predlagala van der Werff in Richter. Kljub temu njun način razvrščanja ni popolnoma sprejet, ker mu nasprotujejo nekateri dokazi, temelječi na molekularnih in embrionalnih analizah. Botanika lovorovke na podlagi anatomije lesa in lubja ter zgradbe socvetja delita na dve poddružini, Cassythoideae in Lauroideae. V prvo spada le en živeč rod, Cassytha, ki ga v večji meri definira zajedavski način življenja. Poddružino Lauroideae se dalje deli na tri tribuse Laureae, Perseeae, and Cryptocaryeae.
Problematičen je predvsem položaj poddružine Cassythoideae, ki jo podpira nekaj študij, druge pa ji nasprotujejo. Kimoto in sodelavci so v svoji raziskavi predlagali, da bi se rod Cassytha premaknil v tribus Cryptocaryeae, saj si z rastlinami tega tribusa deli številne skupne lastnosti. Nestrinjanje se pojavlja tudi pri tribusih Laureae in Perseeae, ki naj bi bila zelo sorodna, mnogi podatki pa kažejo, da delitev na dva tribusa ni potrebna. Problem so namreč rodovi, ki izkazujejo lastnosti obeh tribusov (na primer Caryodaphnopsis in Aspidostemon). Položaj tribusa Cryptocaryeae je podprt z več študijami, četudi seznam rodov, ki naj bi spadali vanj, ni vselej enak.
Družino lovorovk se v večini sistemov uvršča v bližino monimijevk (Monimiaceae), s katerimi spadajo v isti red lovorovcev (Laurales), ki pa po sistemu APG IV spada v klad, imenovan magnolidni kompleks, kjer najdemo tudi poprovce (Piperales) in magnolijevce (Magnoliales).